# Advent (musikgrupp)
Advent är ett kristet band inom metalcore från Kernersville, North Carolina, USA. De har spelat med Underoath, Every Time I Die, och Maylene and the Sons of Disaster. Advent startades av tidigare medlemmar från post-hardcore-bandet Beloved.

## Medlemmar
Senaste medlemmar
- Joe Musten – sång (2004–2011, 2015– )
- Johnny Smrdel – basgitarr (2004–2011, 2015– )
- Mike Rich – gitarr (2004–2011, 2015– )
- Jordan McGee – trummor (2008–2011, 2015– )

Tidigare medlemmar
- Matt Harrison – gitarr (2004–2008)
- Chris Ankelein – trummor (2004–2009)

## Diskografi
Studioalbum
- Remove the Earth (2008)[3]
- Naked and Cold (2009)[2]

EP
- Pain and Suffering (2016)[4][5]

Singlar
- "Weight of the World" (2016)
- "Shadow of Death"